# Gaurotes cyanipennis
Gaurotes cyanipennis  (лат.) — вид жуков-усачей из подсемейства усачиков. Распространён в Канаде и США. Обитают в лесах гор Аппалачи, пойменных лесах с преобладанием клёна серебристого. Кормовым растением личинок является орех серый. Длина тела имаго 9—13 мм. Посещают цветки ваточника сирийского, кизила.